# Sønder Onsild
Sønder Onsild – miasto w Danii, w regionie Jutlandia Północna, w gminie Mariagerfjord.